# Leslie Gap
Das Leslie Gap (englisch; bulgarisch седловина Лесли sedlowina Lesli) ist ein halbmondförmiger, 300 m hoher und in nord-südlicher Ausrichtung 2,7 km langer Bergsattel zwischen dem Leslie Hill und den Vidin Heights auf der Livingston-Insel im Archipel der Südlichen Shetlandinseln. Er liegt 5,93 km nördlich bis östlich des Hemus Peak und 6 km nordnordwestlich des höchsten Punkts des Melnik Ridge und trennt das Einzugsgebiet des Kaliakra-Gletschers von demjenigen des Saedinenie-Schneefelds
Die bulgarische Kommission für Antarktische Geographische Namen benannte ihn 1997 in Anlehnung an die Benennung des Leslie Hill. Dessen Namensgeber ist David Leslie, Kapitän der Brigg Gleaner aus New Bedford, Massachusetts, zur Robbenjagd in den Gewässern um die Südlichen Shetlandinseln zwischen 1820 und 1821.